# Parque nacional Indwarra
El Parque nacional de Indwarra es un parque nacional situado en Nueva Gales del Sur (Australia), ubicado a 422 km al norte de Sídney.

## Datos
- Área: 9 km²
- Coordenadas: 30°05′08″S 151°15′02″E / -30.08556, 151.25056
- Fecha de Creación: 1 de enero de 1999
- Administración: Servicio Para la Vida Salvaje y los Parques Nacionales de Nueva Gales del Sur
- Categoría IUCN: Ia